# Antitankgracht (Haacht)

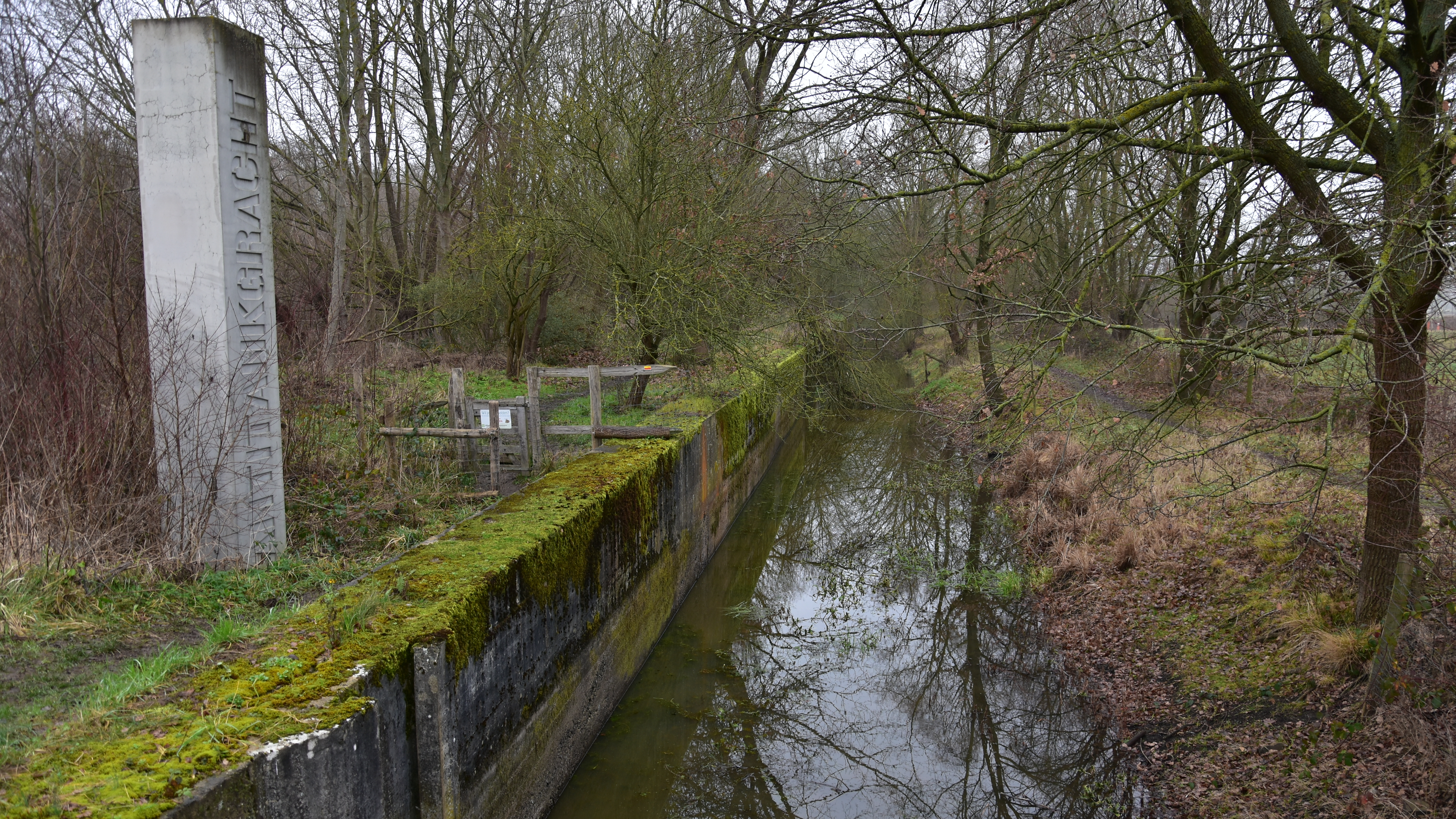
Antitankgracht

De antitankgracht is een verdedigingswerk nabij de Vlaams-Brabantse plaats Haacht, gelegen nabij de Werchtersesteenweg.

## Geschiedenis
De gracht werd aangelegd in 1939 om de te verwachten Duitse opmars te stuiten. Het werk was een onderdeel van de KW-stelling, een verdedigingslinie tussen Koningshooikt en Waver. Tot het werken behoorden, naast de gracht, zaken als betonnen en metalen barrières, bunkers, stuwen en sifons. Het domein van het Kasteel Van Roost moest hierbij worden doorsneden.
Militair gezien heeft het werk weinig baat gebracht: de Duitse troepen konden de verdedigingslinie vrij gemakkelijk omzeilen.
Van 1952-1954 werd een groot deel van de linie gedeclasseerd en aan de Dienst der Domeinen overgedragen. Er werden bomen langs de gracht geplant en in 1974 werd de gracht al als natuurgebied aangemerkt. In 2001 volgde erkenning als natuurreservaat, nadat een deel ervan al in 1992 in bezit kwam van een natuurvereniging. Van 2009-2016 werden werken uitgevoerd waarbij de linie opgewaardeerd werd tot natuur- en recreatiegebied.

## Flora en fauna
In het gebied komt de kamsalamander voor. Tot de flora behoren onder meer: kalmoes, kikkerbeet, fijne waterranonkel, voszegge, stijve waterranonkel en dauwnetel.